# 陳流芳

陳流芳，BBS，JP（1928年—2014年12月19日），人稱「流芳叔」，香港前荃灣區議會主席，前荃灣鄉事委員會主席，是籍居荃灣三棟屋村的新界原居民。

## 生平
陳流芳祖籍廣東寶安，肄業於育才書社，是香港殖民地時期最具影響力的鄉紳之一，促成了政府與鄉民之間的構通。在擔任三棟屋村村長期間，因應香港政府興建荃灣地鐵站，舊三棟屋村需要搬遷，他游說及帶領接近600名村民遷出舊村，遷往現時近象山邨的位置。全個搬遷僅需時26個月，可說創出當年搬村最快的紀錄。政府決意保留舊村原址並闢作「三棟屋博物館」，讓遊客了解客家人昔日的生活面貌。1980年，陳流芳獲頒授英女皇榮譽獎章，1985年獲委任為太平紳士。
2000年，一向受中國傳統思想影響的陳氏決定受洗成為基督教教徒，並向新界鄉村原居民傳揚福音。
2014年12月19日因心臟病病逝，享年86歲。

## 榮譽
- 1985年：非官守太平紳士
- 1999年：銅紫荊星章